# 다위까 호네
다위까 호네(태국어: ดาวิกา โฮร์เน่, 영어: Davika Hoorne, 1992년 5월 16일 ~ )는 태국의 모델, 배우이다. 마이(태국어: ใหม่)라는 이름으로도 알려져있다. 벨기에인 아버지와 태국인 어머니 사이에서 태어났다.

## 출연 작품

### 영화
- 피막 (2013) - 낙 역
- 비밀의 침대 (2017, บ่วงบรรจถรณ์) - 푸레누안 역

### 텔레비전
- 룩 춧 짜이 나이 축천 (2019)